# المطرقة والمنجل

جميع أنواع المطرقة والمنجل التي استخدمت في شعارات جمهوريات الاتحاد السوفيتي

المطرقة والمنجل ( يونيكود: U+262D ☭) هو رمز شيوعي يمثل التضامن البروليتاري بين العمال الزراعيين والصناعيين. تم اعتماده لأول مرة خلال الثورة الروسية نهاية الحرب العالمية الأولى، حيث تمثل المطرقة العمال، والمنجل يمثل الفلاحين.
بعد الحرب العالمية الأولى (التي انسحبت منها روسيا عام 1917) والحرب الأهلية الروسية، أصبحت المطرقة والمنجل تستخدم على نطاق واسع كرمز للعمل داخل الاتحاد السوفيتي (اتحاد الجمهوريات السوفيتية الاشتراكية) ووحدة البروليتاريا الدولية. وقد تناولته العديد من الحركات الشيوعية حول العالم، وبعضها مع اختلافات محلية. يظل المطرقة والمنجل رمز شائع في الدول التي أعلنت اشتراكيتها، مثل الصين وكوبا وكوريا الشمالية ولاوس وفيتنام، ولكن أيضاً في بعض الجمهوريات السوفيتية السابقة بعد تفكك الاتحاد السوفيتي، مثل روسيا وروسيا البيضاء. وفي المقابل، فرضت بعض الدول حظراً على الرموز الشيوعية، ومنها حظر عرض شعار المطرقة والمنجل.

## تاريخ

### بداية
في عام 1918، اقترح يفغيني إيفانوفيتش كامزولكين رمز "المطرقة والمنجل" كديكور لاحتفالات عيد العمال في منطقة زاموسكفوريتشي في موسكو. كان في الأصل سيفاً، لكن لينين اعترض بشدة، ولم يعجبه الدلالات العسكرية. في 6 يوليو 1923، اعتمدت الجلسة الثانية للجنة التنفيذية المركزية (CIK) الشارة.
في عمله، الحياة اليومية في إمبراطورية متداعية: استيعاب روسيا في الاقتصاد العالمي ، يفترض عالم الاجتماع ديفيد ليمبيرت أن المطرقة والمنجل كانا بديلاً علمانياً للصليب البطريركي.

### استخدامها في الاتحاد السوفيتي

مطرقة ومنجل على شارة وسام الحرب الوطنية.

- أظهر شعار الدولة للاتحاد السوفيتي وشعارات النبالة للجمهوريات السوفيتية المطرقة والمنجل، والتي ظهرت أيضاً على شارة النجمة الحمراء على الغطاء الرسمي لزي الجيش الأحمر وفي العديد من الأماكن الأخرى.
- Serp i Molot ( الترجمة الصوتية (الروسية: cерп и молот) "المنجل والمطرقة") هو اسم مصنع موسكو للمعادن.
- Serp i Molot هو أيضاً اسم محطة على خط السكة الحديد الكهربائي من محطة سكة حديد كورسكي في موسكو إلى غوركي، والتي ظهرت في رواية فينيديكت يروفييف، موسكو-بيتوشكي.

## المعنى
زمن ابتكار الشعار، كانتا -المطرقة والمنجل- يرمزان إلى التحالف بين العمال والفلاحين، وكانت المطرقة رمزاً تقليدياً للبروليتاريا الصناعية (التي سيطرت على البروليتاريا في روسيا) والمنجل رمزاً تقليدياً للفلاحين، لكن المعنى تغير منذ ذلك الحين. تم توسيعه ليصبح رمزاً معروفاً عالمياً للماركسية أو الأحزاب الشيوعية أو الدول الاشتراكية.

## الاستخدام الحالي

### دول ما بعد الاتحاد السوفيتي
يستخدم اثنان من الكيانات الفيدرالية في الاتحاد الروسي ما بعد الاتحاد السوفيتي المطرقة والمنجل في رموزهما: أوبلاست فلاديمير تضعهما على علمها، وتضعهما أوبلاست بريانسك على علمها وشعار النبالة، وهو أيضًا العنصر المركزي في علمها. . بالإضافة إلى ذلك، تستخدم مدينة أوريول الروسية أيضاً المطرقة والمنجل في علمها.
مازالت شركة الطيران الوطنية السوفيتية السابقة (الروسية الآن): إيروفلوت تستخدم المطرقة والمنجل في شعارها.
تستخدم حكومة جمهورية ترانسنيستريا -غير المعترف بها- العلم وشعار جمهورية مولدوفا الاشتراكية السوفياتية السابقة مع تعديلات طفيفة، والذي يتضمن المطرقة والمنجل. يمكن أن يظهر العلم أيضاً بدون المطرقة والمنجل في بعض الظروف، على سبيل المثال على لوحات الترخيص الصادرة في ترانسنيستريا.

### الأحزاب الشيوعية

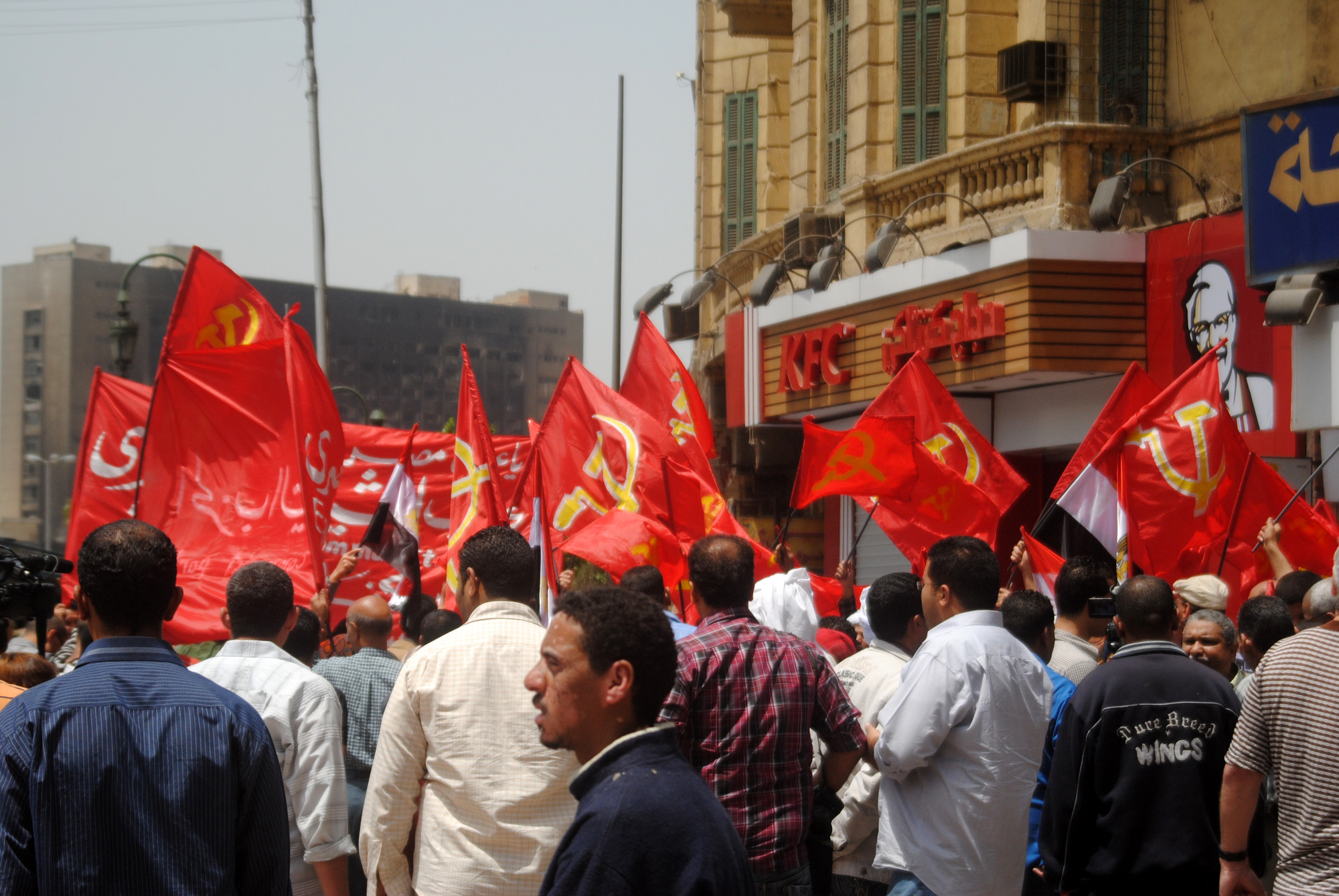
مسيرة لأعضاء من الحزب الشيوعي المصري في ميدان التحرير بالقاهرة، مصر.

تستخدم ثلاثة من الأحزاب الشيوعية الخمسة الحاكمة حالياً المطرقة والمنجل كرمز رئيسي: الحزب الشيوعي الصيني، والحزب الشيوعي الفيتنامي وحزب الشعب الثوري اللاوسي. في لاوس وفيتنام، غالباً ما يمكن رؤية أعلام تحمل شعار المطرقة والمنجل وهي ترفرف جنباً إلى جنب مع الأعلام الوطنية الخاصة بكل منهما.
يستخدم الشعار أيضاً العديد من الأحزاب الشيوعية حول العالم، بما في ذلك: الحزب الشيوعي اليوناني، الحزب الشيوعي التشيلي، وكل من حزب البرازيل الشيوعي والحزب الشيوعي البرازيلي، حزب بوربا بانجلار سارباهارا في بنجلاديش، الحزب الشيوعي في سيريلانكا، الحزب الشيوعي الهندي (ماركسي)، الحزب الشيوعي الهندي (ماركسي-لينيني)، الحزب الشيوعي الهندي، الحزب الشيوعي الهندي (الماوي)، الحزب الماركسي الشيوعي الهندي، مركز الوحدة الاشتراكية في الهند، الحزب الشيوعي الباكستاني، والحزب الشيوعي المصري، حزب إعادة تأسيس الشيوعية في إيطاليا، الحزب الشيوعي الإسباني، الحزب الشيوعي الدنماركي، الحزب الشيوعي النرويجي، الحزب الشيوعي الروماني، الحزب الشيوعي اللبناني والحزب الشيوعي الفليبيني والدرب الساطع. يستخدم الحزب الشيوعي السويدي والحزب الشيوعي البرتغالي  والحزب الشيوعي المكسيكي المطرقة والمنجل مع النجم الأحمر.

## الاختلافات

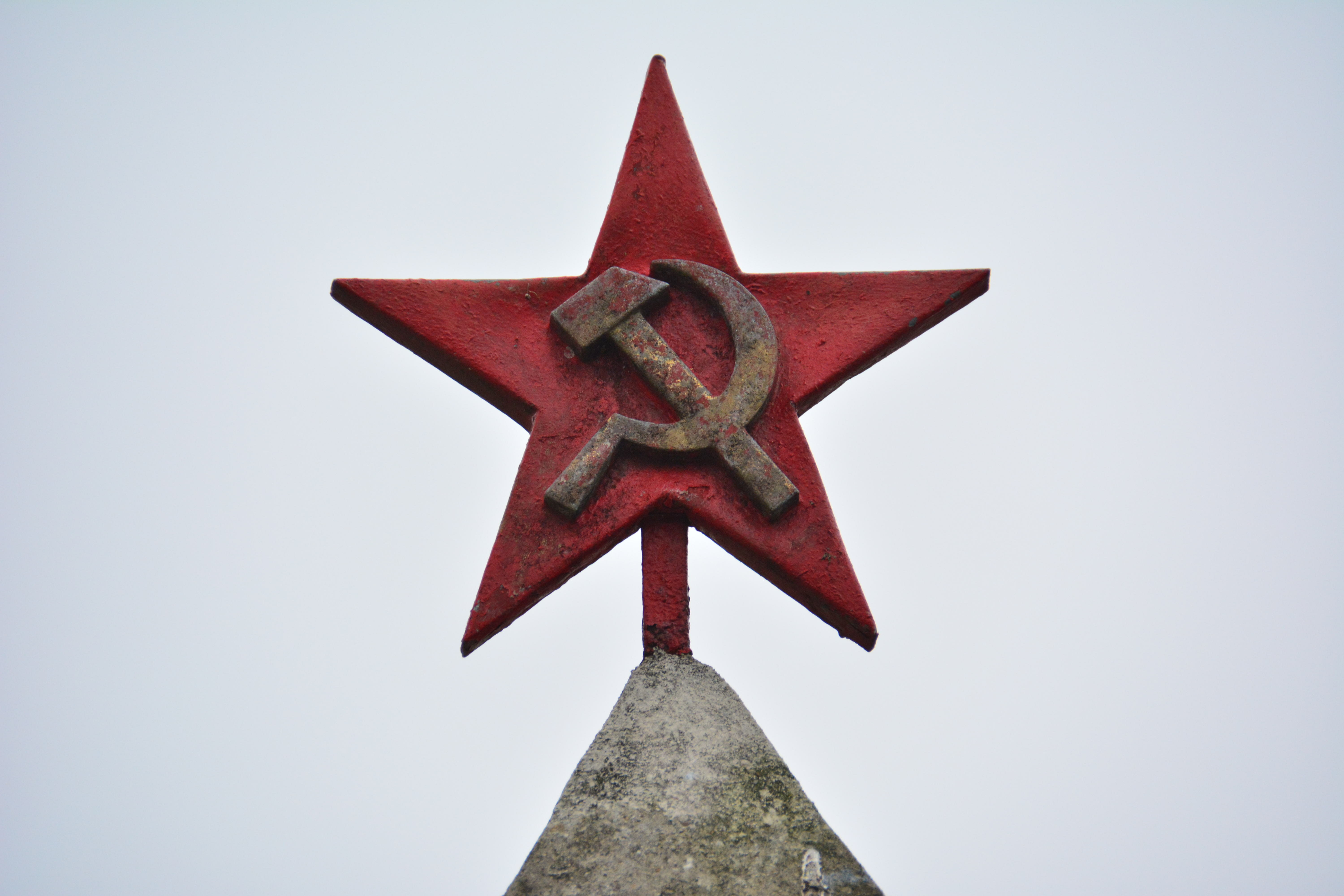
يرتبط شعار المطرقة والمنجل بالنجمة الحمراء في كثير من الأحيان.

تم تصميم العديد من الرموز التي لها هياكل ورسائل مماثلة للأصل. على سبيل المثال، يظهر العلم الأنغولي قطعة من الترس، يتقاطع معها منجل ويتوج بنجمة اشتراكية بينما يتميز علم موزمبيق بوجود بندقية AKM متقاطعة مع مجرفة. في شعار الحزب الشيوعي الأمريكي ، تتكون الدائرة من نصف ترس ونصل نصف دائري . يتم وضع المطرقة مباشرة فوق مقبض المنجل مع وضع رأس المطرقة في منتصف الشعار. يتكون شعار الحزب الشيوعي التركي من نصف عجلة مسننة تتقاطع معها مطرقة، وتعلوها نجمة.
تشمل الأدوات الممثلة في التصميمات الأخرى: الفرشاة والمنجل والمطرقة الخاصة بحزب العمال الكوري؛ المجراف، والشعلة المشتعلة، والريشة التي استخدمها حزب العمال البريطاني قبل عام 1984؛ الفأس والبندقية المستخدمة في ألبانيا الشيوعية؛ والمطرقة والفرجار لشعار وعلم ألمانيا الشرقية. استخدمت جمهورية الشرق الأقصى الروسية مرساة متقاطعة فوق الأشياء المجراف أو المعول، ترمز إلى اتحاد الصيادين وعمال المناجم. الأممية الرابعة، التي أسسها ليون تروتسكي، تستخدم رمز المطرقة والمنجل الذي يتراكب عليه الرقم 4. المطرقة والمنجل في رمز الأممية الرابعة هما عكس رموز المطرقة والمنجل الأخرى حيث أن رأس المطرقة على الجانب الأيمن وطرف المنجل على اليسار. قامت الرابطة التروتسكية للأممية الخامسة بدمج مطرقة مع الرقم 5، وذلك باستخدام القوس السفلي للرقم لتشكيل المنجل. شعار المنجل بالبندقية تستخدمه أيضاً حركة مجاهدي خلق.
يستخدم الحزب الشيوعي البريطاني رمز المطرقة والحمامة. صممه ميشال بونشزا عام 1988، ويهدف إلى تسليط الضوء على ارتباط الحزب بحركة السلام. يتم استخدامه عادةً مع المطرقة والمنجل ويظهر في جميع منشورات CPB. يفضل بعض أعضاء الحزب الشيوعي الصيني رمزاً واحداً على الآخر، على الرغم من أن مؤتمر الحزب لعام 1994 أكد مجدداً مكانة المطرقة والحمامة باعتبارها الشعار الرسمي للحزب. وبالمثل، يستخدم الحزب الشيوعي الإسرائيلي الحمامة فوق المطرقة والمنجل كرمز له. يستخدم علم الحزب الشيوعي في غوادلوب المنجل، الذي تم تحويله ليبدو وكأنه حرف G ضخم ، لتمثيل غوادلوب.
في عام 1938، تبنت جماعة دوباما آسياوني، وهي مجموعة قومية مناهضة لبريطانيا في بورما البريطانية آنذاك، علماً ثلاثي الألوان مزوداً بالمنجل الأحمر والمطرقة. من عام 1974 – عام 2010، كان علم بورما (ميانمار) يتميز بكيال من الأرز مثبتاً على عجلة مسننة محاطة بأربعة عشر نجمة بيضاء؛ يمثل الأرز الفلاحين والعجلة المسننة تمثل العمال، ويرمز المزيج إلى أن الفلاحين والعمال هم الطبقتان الاجتماعيتان الأساسيتان لبناء الدولة، بينما تشير النجوم البيضاء الأربعة عشر متساوية الحجم إلى الوحدة والمساواة بين الدول الأعضاء الأربعة عشر في الاتحاد.
علم تشاما تشا مابيندوزي (CCM، حزب الثورة باللغة السواحيلية )، الحزب السياسي الحاكم حالياً في تنزانيا، له رمز مختلف قليلاً بمطرقة ومعزقة (جيمبي ) بدلاً من المنجل لتمثيل الأداة الزراعية الأكثر شيوعاً في افريقيا.
تتميز رموز الأحزاب الاشتراكية الليبرالية مثل الاتحاد المدني الراديكالي في الأرجنتين والحزب الاجتماعي الوطني التشيكي في جمهورية التشيك بمطرقة وريشة، حيث يمثل الأول العمال والأخير يمثل الكتبة.
يتكون الرمز الانتخابي للحزب الشيوعي الهندي من منجل أفقي، يتقاطع عموديًا مع سنابل الذرة في المنتصف.

## في الأعمال الفنيّة
لقد كانت المطرقة والمنجل منذ فترة طويلة موضوعاً شائعاً في الواقعية الاشتراكية، لكنها شهدت أيضاً بعض التصوير في الثقافة الشعبية غير الماركسية. وأشهر مثال على ذلك آندي وارهول الذي ابتكر العديد من الرسومات والصور الفوتوغرافية للمطرقة والمنجل.

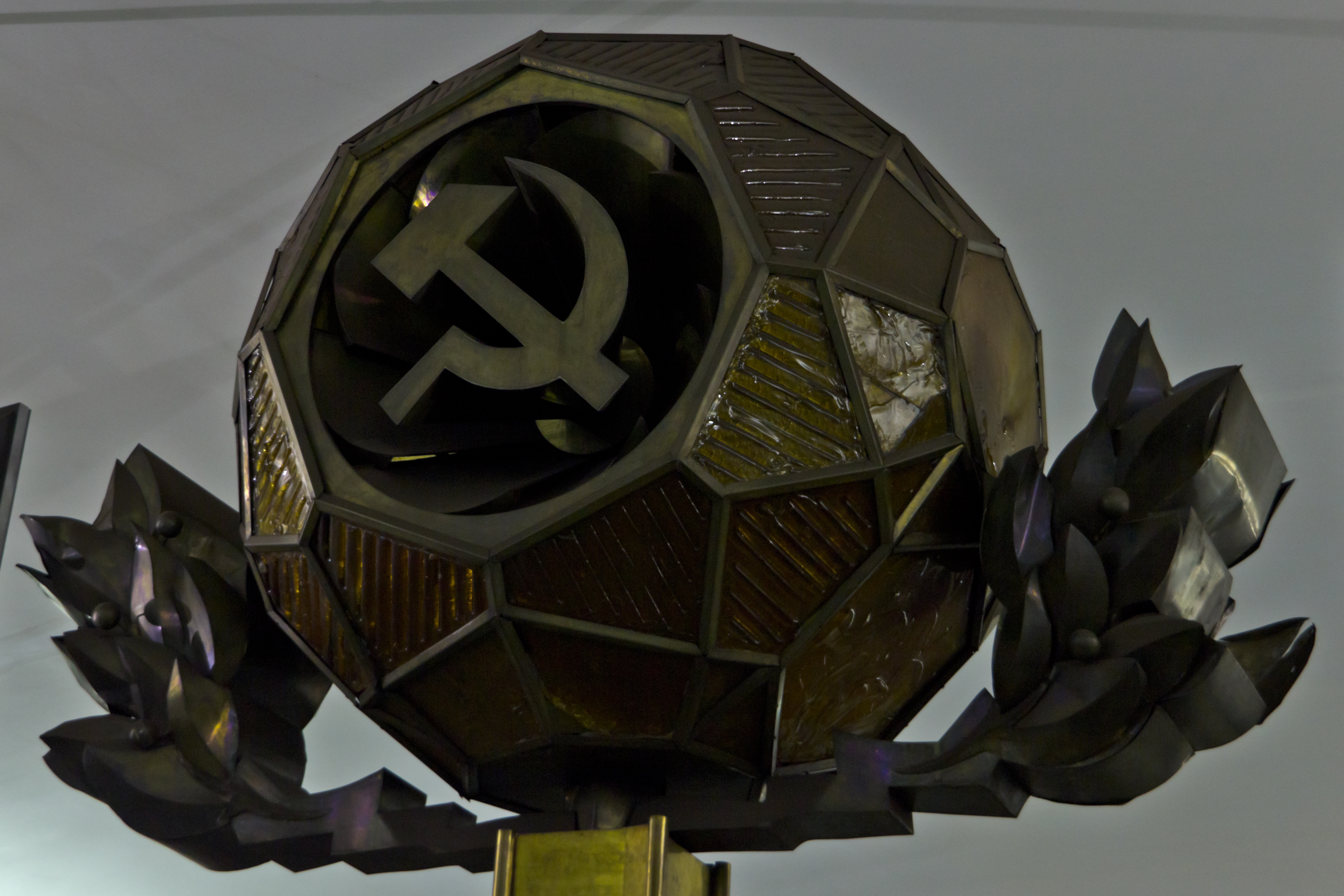
محطة متروبلوشكا لينينا، مينسك
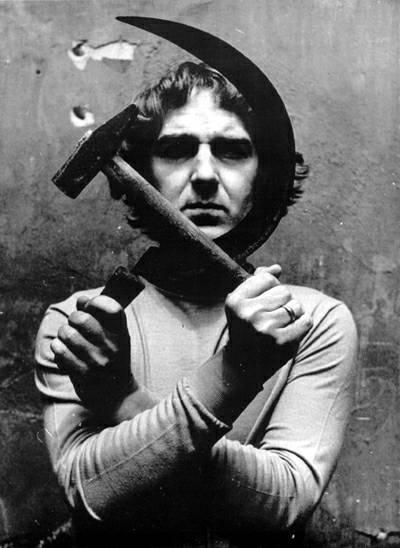
ساندور بينكزيلي، الطبعة والمنجل
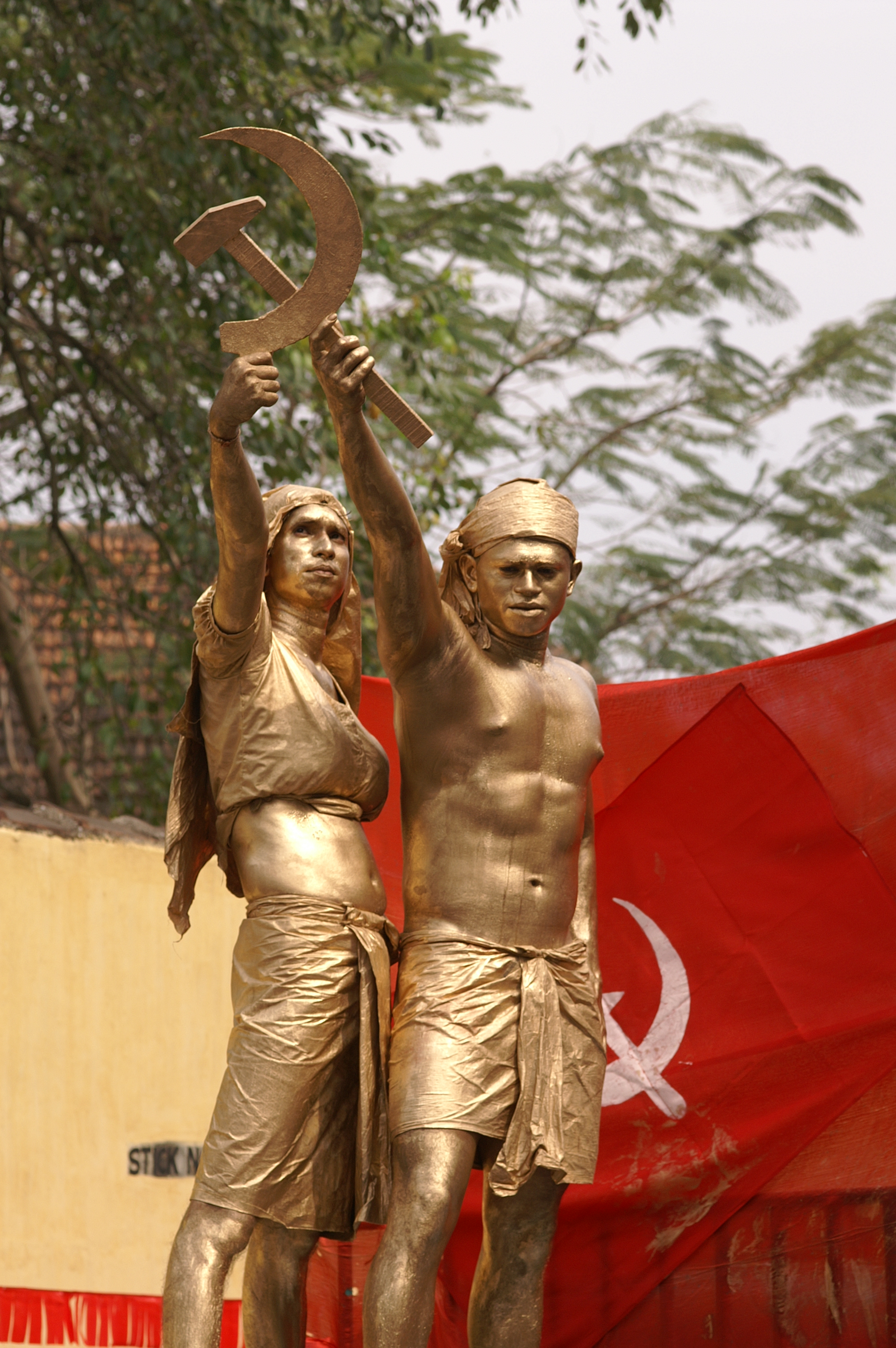
تمثال يُظهر رمزية الشيوعية في ولاية كيرالا، الهند
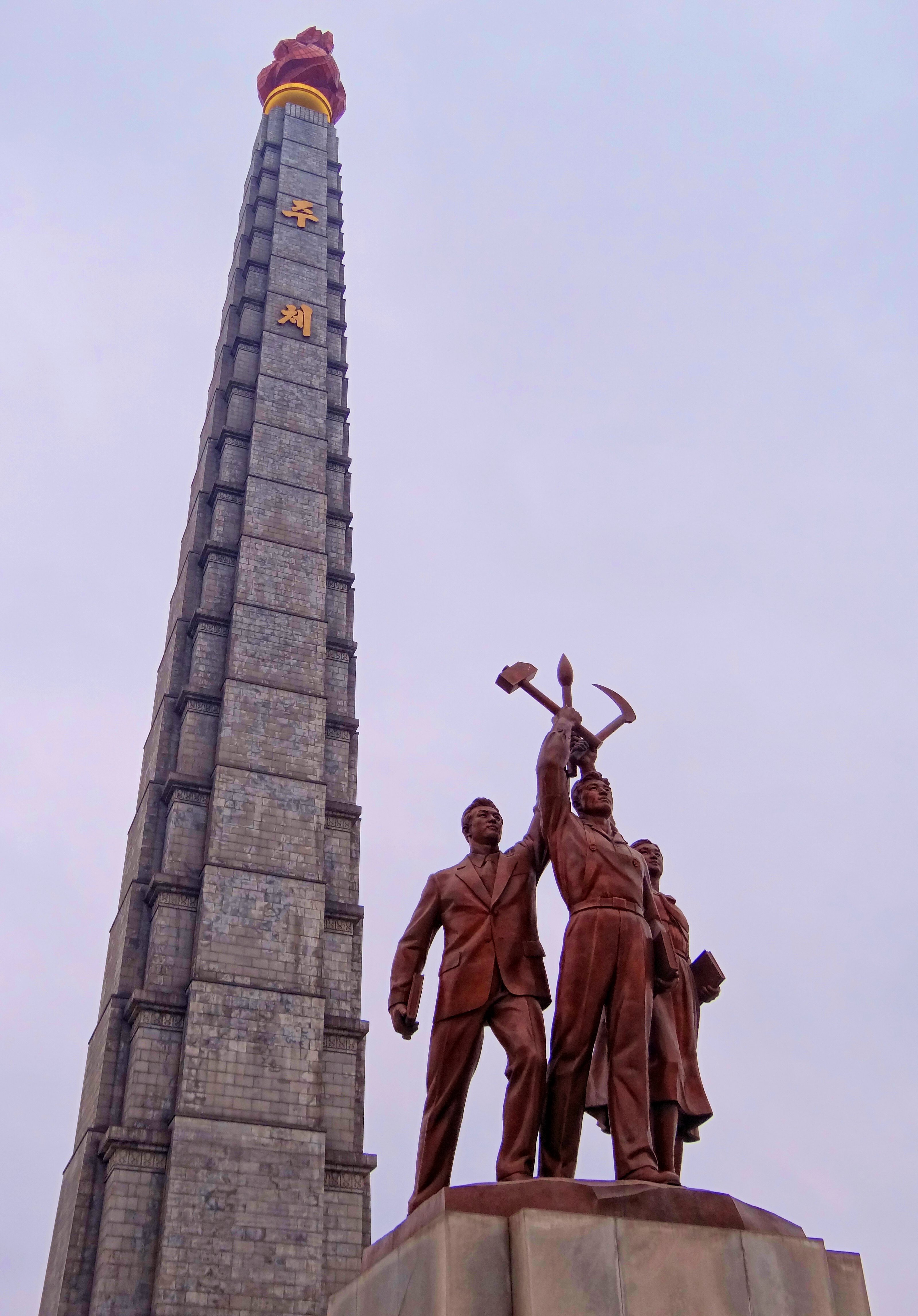
"عامل والفلاح والمثقف"أمامبرج جوتشي، بيونج يانج
علم الحافر والقرن الموصوف في كتاب مزرعة الحيوان هو محاكاة ساخرة للمطرقة والمنجل.

## الوضع القانوني

المطرقة والمنجل مع النجمة الحمراء.

في بعض دول الكتلة الشرقية السابقة، هناك قوانين تحدد المطرقة والمنجل كرمز لـ "العقيدة الشمولية والإجرامية"، ويعتبر العرض العلني للمطرقة والمنجل والرموز الشيوعية الأخرى مثل النجمة الحمراء بمثابة رمز جريمة جنائية في كل من: جورجيا، المجر، لاتفيا، ليتوانيا، مولدوفا (1 أكتوبر 2012 - 4 يونيو 2013)  وأوكرانيا  حظرت الرموز الشيوعية بما في ذلك هذا واحد. تم النظر في قانون مماثل في إستونيا، لكنه فشل في النهاية في لجنة برلمانية.  في أوكرانيا، يساوي المجلس التشريعي الرموز الشيوعية بما في ذلك المطرقة بالمنجل ورموز الصليب المعقوف النازي.
في عام 2010، دعت حكومات ليتوانيا ولاتفيا وبلغاريا والمجر ورومانيا، والتشيكية الاتحاد الأوروبي إلى تجريم "الموافقة على الجرائم الشيوعية أو إنكارها أو التقليل من شأنها" على غرار الطريقة التي حظر بها عدد من الدول الأعضاء في الاتحاد الأوروبي إنكار الهولوكوست. رفضت المفوضية الأوروبية هذا الطلب، ووجدت بعد دراسة أن معايير التشريع الجنائي على مستوى الاتحاد الأوروبي لم يتم استيفاؤها، تاركة للدول الأعضاء كل على حدة لتحديد مدى رغبتها في التعامل مع الجرائم الشمولية السابقة.
في فبراير 2013، ألغت المحكمة الدستورية المجرية الحظر المفروض على استخدام رموز الدكتاتوريات الفاشية والشيوعية، بما في ذلك المطرقة والمنجل والنجمة الحمراء والصليب المعقوف، قائلة إن الحظر واسع للغاية وغير دقيق. وأشارت المحكمة أيضاً إلى الحكم الذي أصدرته المحكمة الأوروبية لحقوق الإنسان والذي أدانت فيه هنغاريا بانتهاك المادة 10، المتعلقة بالحق في حرية التعبير. في يونيو/حزيران 2013، قضت المحكمة الدستورية في مولدوفا بأن رموز الحزب الشيوعي المولدوفي - المطرقة والمنجل - قانونية ويمكن استخدامها.
في إندونيسيا، يُحظر عرض الرموز الشيوعية، كما تم حظر الحزب الشيوعي في البلاد بموجب مرسوم أصدره الرئيس سوهارتو، في أعقاب مقتل الشيوعيين في الفترة 1965-1966 والذي قُتل فيه أكثر من 500000 شخص. في يناير 2018، قام أحد الناشطين الذين كانوا يحتجون على شركة بومي ريسورسز بعرض المطرقة والمنجل، واتُهم بنشر الشيوعية، وسُجن لاحقًا.
في بولندا، تم تجريم نشر المواد التي تعتبر "وسائل إعلام للرمزية الفاشية أو الشيوعية أو غيرها من الرمزية الشمولية" في عام 1997. إلا أن المحكمة الدستورية وجدت في عام 2011 أن هذه العقوبة غير دستورية.

## الاستخدام

### أعلام

#### أوروبا وروسيا والاتحاد السوفيتي

علم الاتحاد السوفيتي من 1922 حتى 1923
علم الاتحاد السوفيتي سنة 1924
علم الاتحاد السوفيتي من 1924 إلى 1936
علم الاتحاد السوفيتي من 1936 حتى 1955
علم الاتحاد السوفيتي من 19 أغسطس 1955 حتى 26 ديسمبر 1991
الراية البحرية للاتحاد السوفيتي وروسيا من 16 نوفمبر 1950 إلى 26 يوليو 1992
الراية البحرية للاتحاد السوفيتي وروسيا من 16 نوفمبر 1950 إلى 26 يوليو 1992
علم شركة إيروفلوت منذ 1961 حتى 1991
علم جمهورية روسيا الاتحادية الاشتراكية السوفيتية منذ 1954 حتى 1991
علم جمهورية أوكرانيا الاشتراكية السوفيتية من 1950 حتى 1992
علم جمهورية بيلاروس الاشتراكية السوفيتية من 1951 إلى 1991
علم جمهورية أوزبكستان الاشتراكية السوفيتية من 1952 إلى 1991
علم جمهورية كازاخستان الاشتراكية السوفيتية من 1953 إلى 1992
علم جمهورية جورجيا الاشتراكية السوفيتية من 1951 إلى 1990
علم جمهورية أذربيجان الاشتراكية السوفيتية من 1956 إلى 1991
علم جمهورية ليتوانيا الاشتراكية السوفيتية من 1953 إلى 1988
علم جمهورية مولدوفا الاشتراكية السوفيتية من 1952 إلى 1990
علم جمهورية لاتفيا الاشتراكية السوفيتية من 1953 إلى 1990
علم جمهورية قرغيزستان الاشتراكية السوفيتية من 1952 إلى 1992
علم جمهورية طاجيكستان الاشتراكية السوفيتية من 1953 إلى 1991
علم جمهورية أرمينيا الاشتراكية السوفيتية من 1952 إلى 1990
علم جمهورية تركمانستان الاشتراكية السوفيتية من 1953 إلى 1992
علم جمهورية إستونيا الاشتراكية السوفيتية من 1953 إلى 1990
علم كاريلو-الفنلندية الاشتراكية السوفيتية من 1953 إلى 1956
علم الحزب الشيوعي لجمهورية دونيتسك الشعبية
علم الحزب الشيوعي الروماني
علم الحزب الشيوعي لروسيا الاتحادية
علم شيوعيو روسيا
علم مقاطعة بريانسك (روسيا)
علم مقاطعة فلاديمير (روسيا)
علم أوريول (روسيا)
علم ترانسنيستريا (مولدوفا)
علم الحزب البلشفي الوطني
علم الحزب الشيوعي التشيكوسلوفاكي
علم الحزب الشيوعي في ألمانيا
الجانب الخلفي من علم الحزب الشيوعي الألماني
علم ألمانيا الشرقية من 1959 إلى 1990
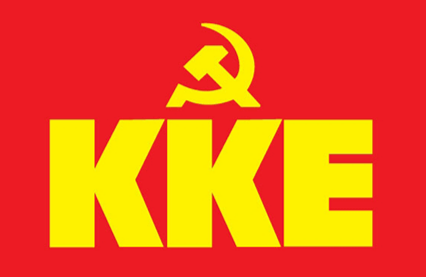
علم الحزب الشيوعي اليوناني
علم الحزب الشيوعي الإيطالي
علم حزب إعادة تأسيس الشيوعية (إيطاليا)
علم الحزب الشيوعي الأيرلندي
علم الحزب الشيوعي البرتغالي
علم الحزب الشيوعي السامريني
علم الحزب الشيوعي الماوي (تركيا)
علم حزب التحرير الشعبي الثوري – الجبهة (تركيا)
علم الحزب الشيوعي البريطاني
علم الحزب الشيوعي البريطاني (الماركسي اللينيني)
علم رابطة شيوعيي يوغوسلافيا

#### آسيا بدون روسيا أو الاتحاد السوفيتي

علم الحزب الشيوعي الفيتنامي
علم الحزب الشيوعي الصيني
علم الحزب الشيوعي الصيني (قبل 1996)
علم الجيش الأحمر للعمال والفلاحين الصينيين
علم الحزب الشيوعي الديمقراطي التايواني
علم جمهورية الصين السوفيتية (1931-1937)
علم حزب العمال الكوري
علم الحزب الشيوعي الهندي
علم الحزب الشيوعي الهندي (الماركسي)
علم مختلف عن الشيوعية في جنوب آسيا، بما في ذلك الحزب الشيوعي الهندي (الماوي)
علم مركز الوحدة الاشتراكية في الهند
علم الحزب الشيوعي في بنجلاديش
علم الحزب الشيوعي النيبالي
علم حزب الشيوعي البوتاني (الماركسي – اللينيني – الماوي)
علم الحزب الشيوعي الإندونيسي
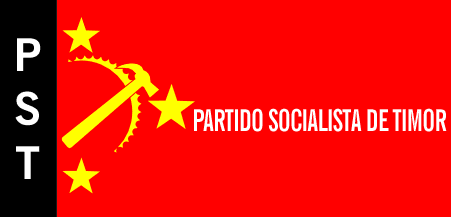
علم الحزب الاشتراكي لتيمور
علم الحزب الشيوعي الفليبيني
علم حزب الشعب الثوري اللاوسي
علم الحزب الشيوعي لكمبوتشيا
علم الحزب الشيوعي الماليزي (1930–1989)
علم الحزب الشيوعي اللبناني
علم الحزب الشيوعي السوري (بكداش)
علم حزب العمال الكردستاني (1978-1995)
علم الحزب الشيوعي الأردني
علم الحزب الشيوعي الفلسطيني

#### أفريقيا

علم الحزب الشيوعي الجزائري
علم أنجولا
علم جبهة تحرير موزمبيق (1987–2004)
علم جمهورية الكونغو الشعبية
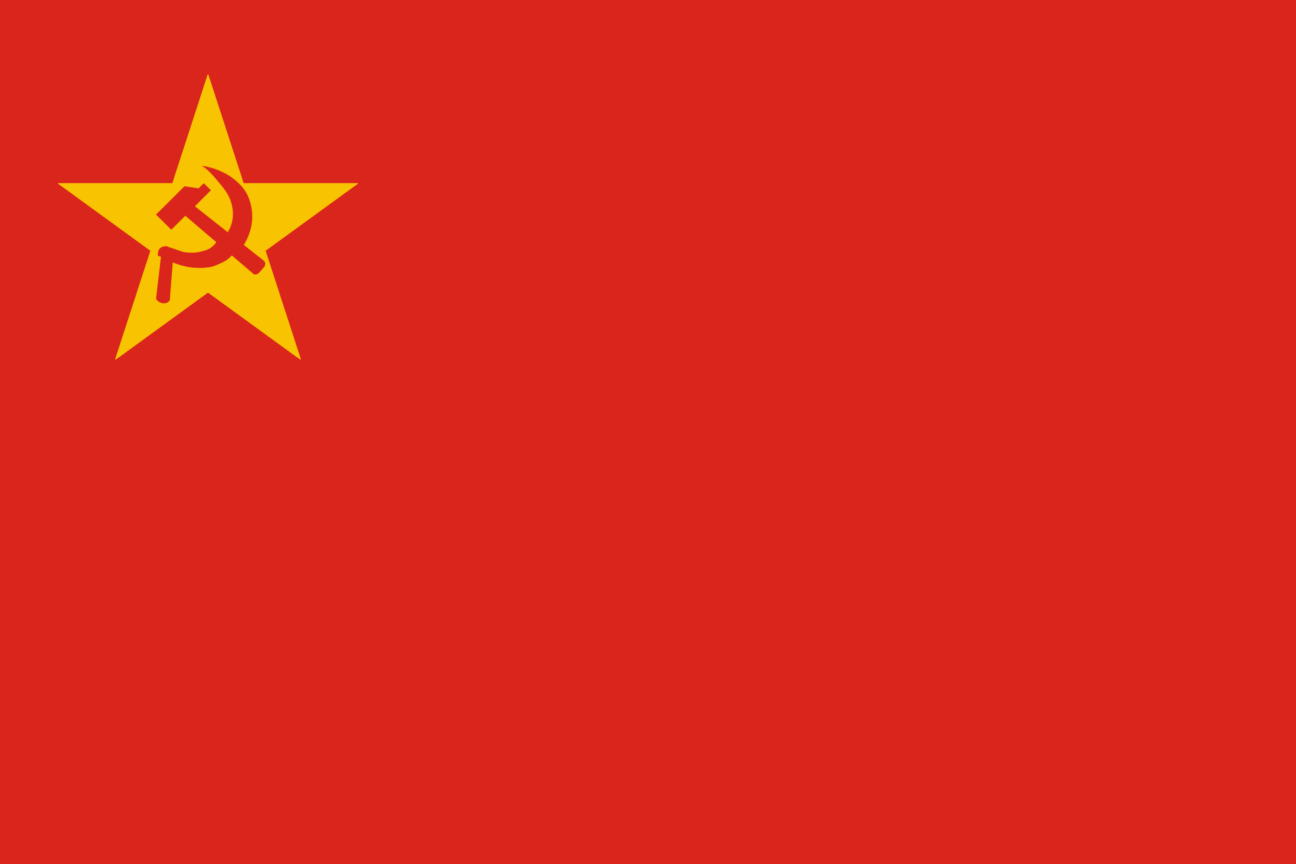
علم حزب العمال الإثيوبي
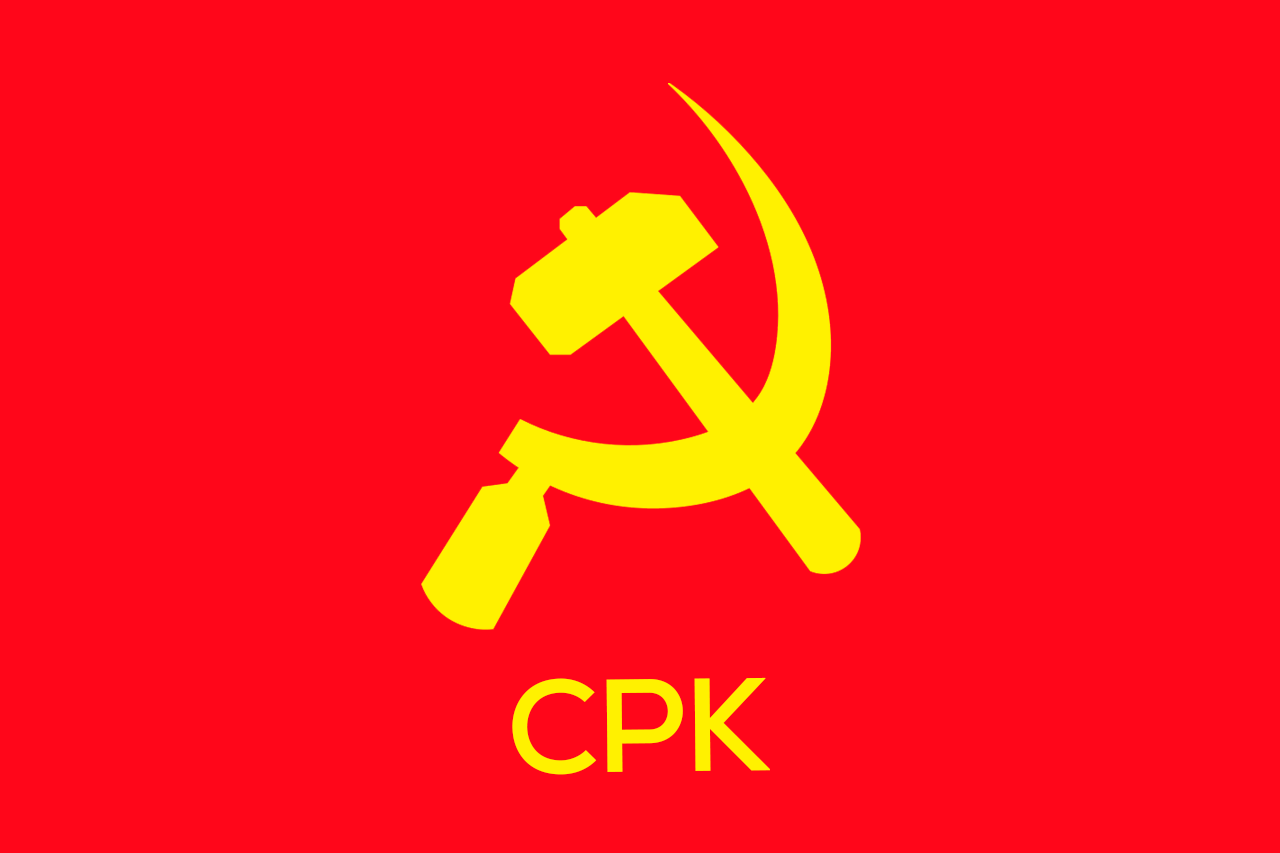
علم الحزب الشيوعي الكيني
علم الحزب الشيوعي في جنوب أفريقيا
علم الحزب الشيوعي في سوازيلاند

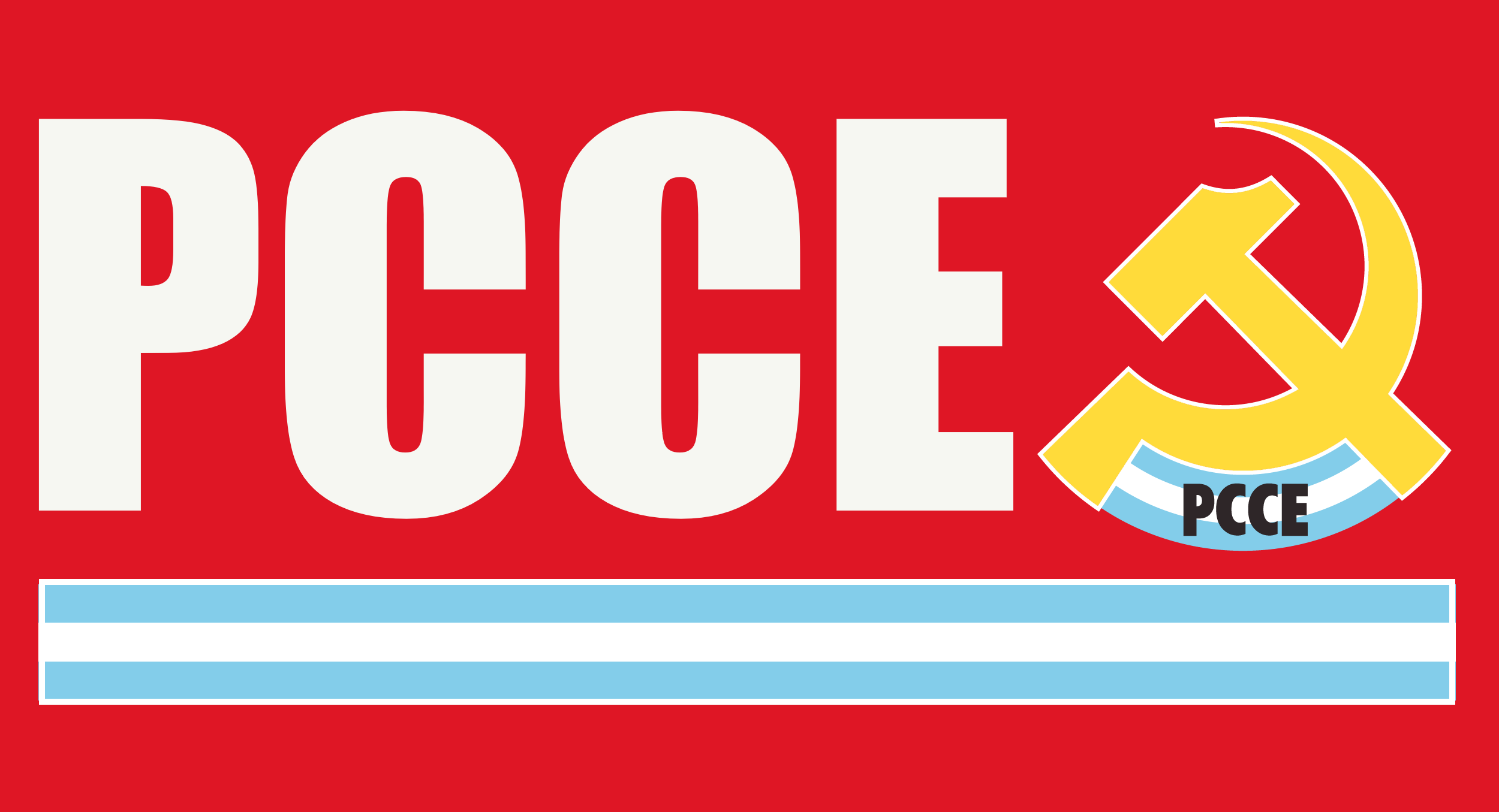
علم الحزب الشيوعي الأرجنتيني
علم الحزب الشيوعي في البرازيل
علم حزب قضية العمال في البرازيل)
علم الحزب الشيوعي التشيلي
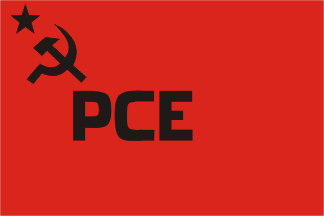
علم الحزب الشيوعي الإكوادوري
علم الدرب الساطع (بيرو)
علم الحزب الشيوعي الأمريكي
علم الحزب الشيوعي الثوري (الأرجنتين)

### شعارات الدول

#### الاتحاد السوفيتي (في النظام الدستوري)

شعار الدولة لاتحاد الجمهوريات الاشتراكية السوفياتية
شعار جمهورية روسيا الاتحادية الاشتراكية السوفيتية
شعار الاتحاد الروسي (1992‒1993)
شعار جمهورية أوكرانيا الاشتراكية السوفيتية
شعار جمهورية بيلاروسيا الاشتراكية السوفيتية
شعار جمهورية أوزبكستان الاشتراكية السوفيتية
شعار جمهورية كازاخستان الاشتراكية السوفيتية
شعار جمهورية جورجيا الاشتراكية السوفيتية
شعار جمهورية أذربيجان الاشتراكية السوفيتية
شعار جمهورية ليتوانيا الاشتراكية السوفيتية
شعار جمهورية مولدوفا الاشتراكية السوفيتية
شعار جمهورية لاتفيا الاشتراكية السوفيتية
شعار جمهورية قيرغيزستان الاشتراكية السوفيتية
شعار جمهورية طاجيكستان الاشتراكية السوفيتية
شعار جمهورية أرمينيا الاشتراكية السوفيتية
شعار جمهورية تركمانستان الاشتراكية السوفيتية
شعار جمهورية إستونيا الاشتراكية السوفيتية
شعار جمهورية ما وراء القوقاز الاشتراكية السوفيتية(1923‒1936)
شعار الجمهورية الكريلية - الفنلندية السوفيتية الاشتراكية (1941‒1956)

#### أخرى

الشعار الوطني لجمهورية ألمانيا الديمقراطية (1955-1990)
شعار الدولة لجمهورية توفا الشعبية (1943‒1944)
شعار جمهورية بريدنيستروفيان المولدوفية (إعلان انفصال من طرف واحد)
شعار الدولة لجمهورية لاوس الديمقراطية الشعبية (1975‒1991)
شعارجمهورية الكونغو الشعبية (1970-1991)
شعار الدولة لجمهورية الصين السوفيتية (1934-1937)
شعار جمهورية المجر الشعبية (1949–1956)
شعار موسكو (1924–1937)
شعار أنجولا
شعار نبالة بريانسك أوبلاست، روسيا

### الشعارات

#### أوروبا

رمز المطرقة والمنجل مع النجمة الحمراء يستخدم كأحد شعارات الاتحاد السوفيتي.
الحزب الشيوعي السوفيتي
الحزب الشيوعي التشيكوسلوفاكي
الحزب الشيوعي الروماني
الحزب الشيوعي البلغاري
ألمانيا الشرقية.
جمهورية المجر الشعبية
رابطة شيوعيي يوغوسلافيا
الحزب الشيوعي لروسيا الاتحادية
الحزب الشيوعي اليوناني
الحزب الشيوعي الإيطالي
حزب الوحدة البروليتاري (إيطاليا)
الحزب الشيوعي (إيطاليا)
الحزب الشيوعي الإسباني
الحزب الشيوعي لشعب إسبانيا
الحزب الشيوعي البرتغالي
الحزب الشيوعي الأيرلندي
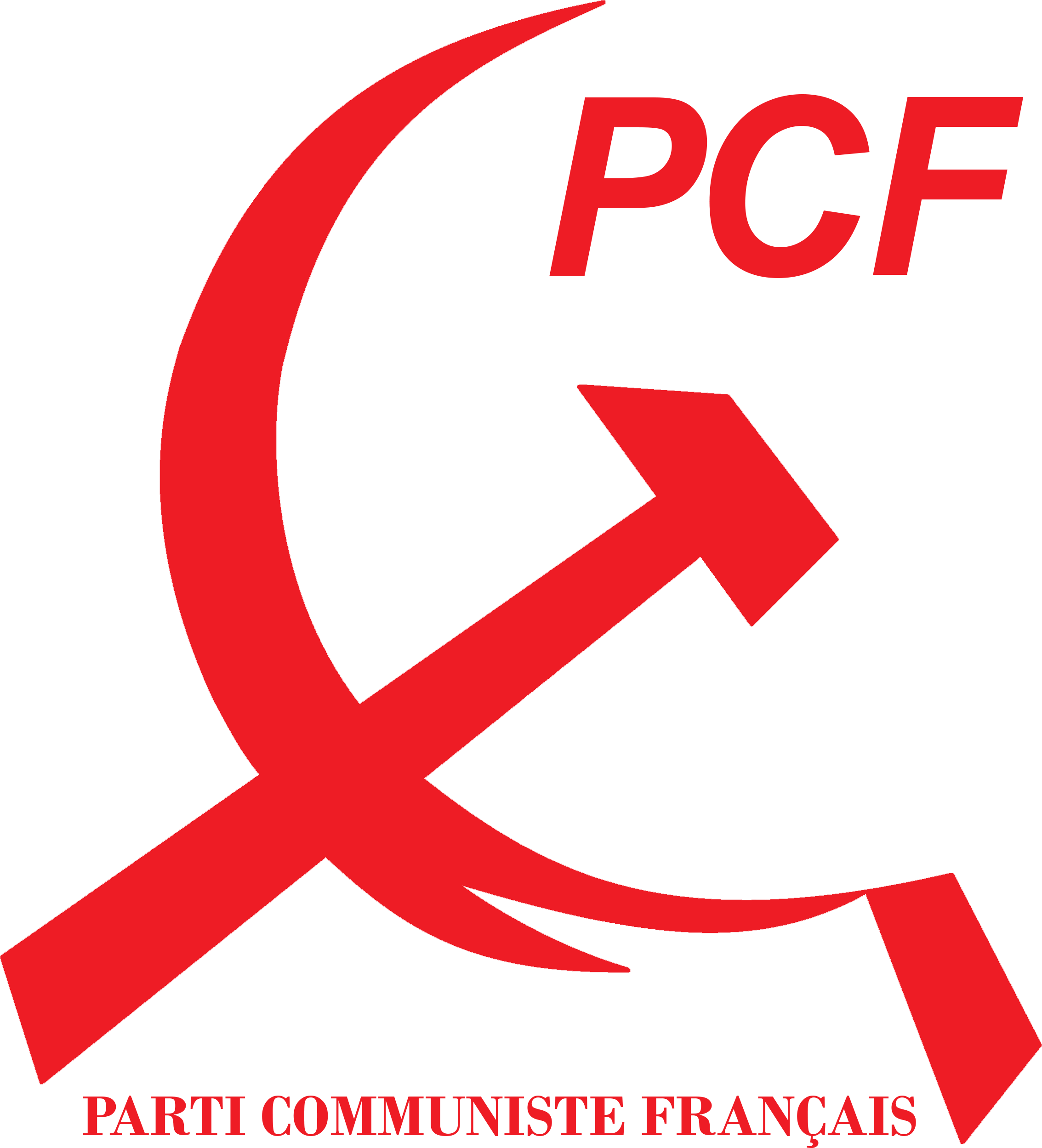
الحزب الشيوعي الفرنسي (1980‒1996)
الحزب الشيوعي البريطاني
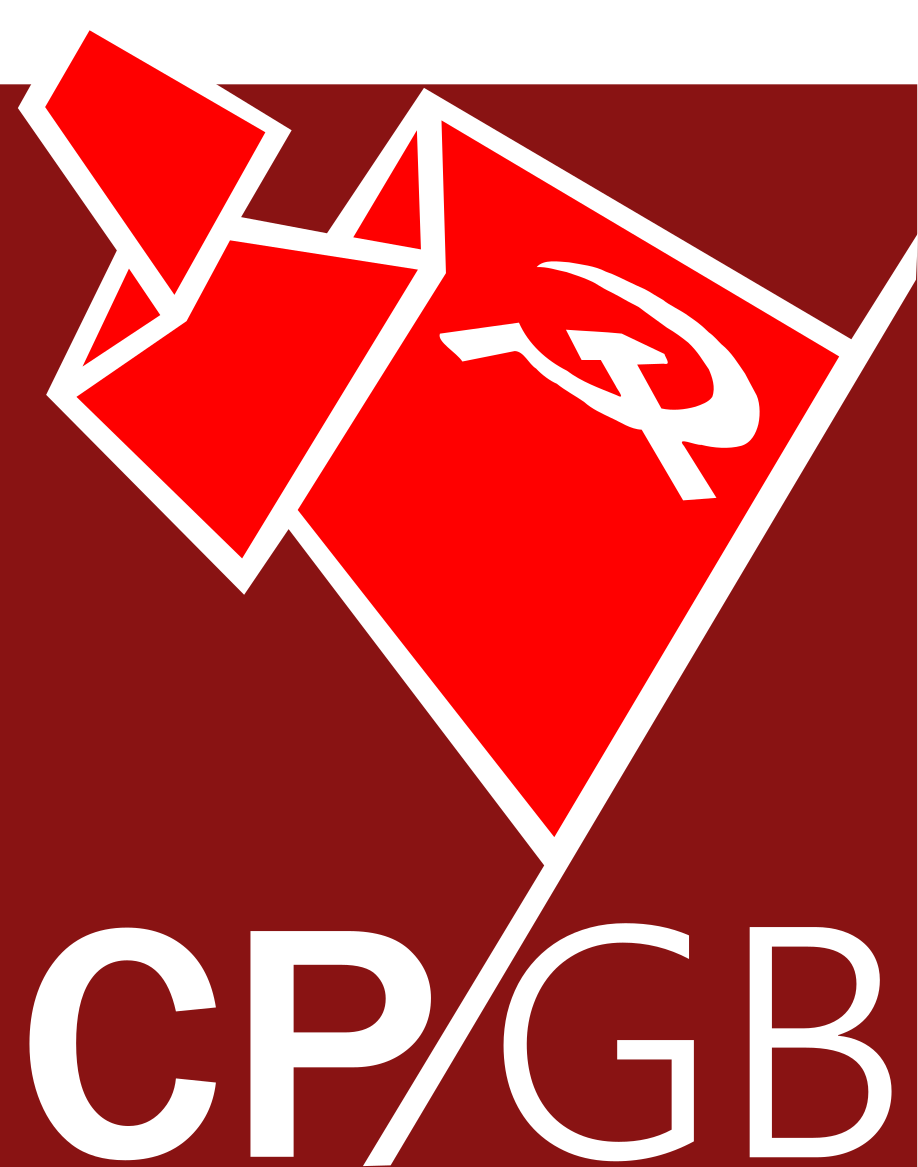
الحزب الشيوعي البريطاني (اللجنة المركزية المؤقتة)
الحزب الشيوعي (السويد)
الحزب الشيوعي النرويجي
الحزب الشيوعي الدنماركي
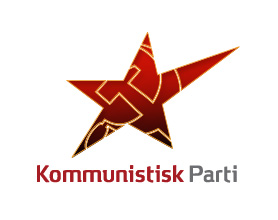
الحزب الشيوعي (الدنمارك)
الحزب الشيوعي في ألمانيا
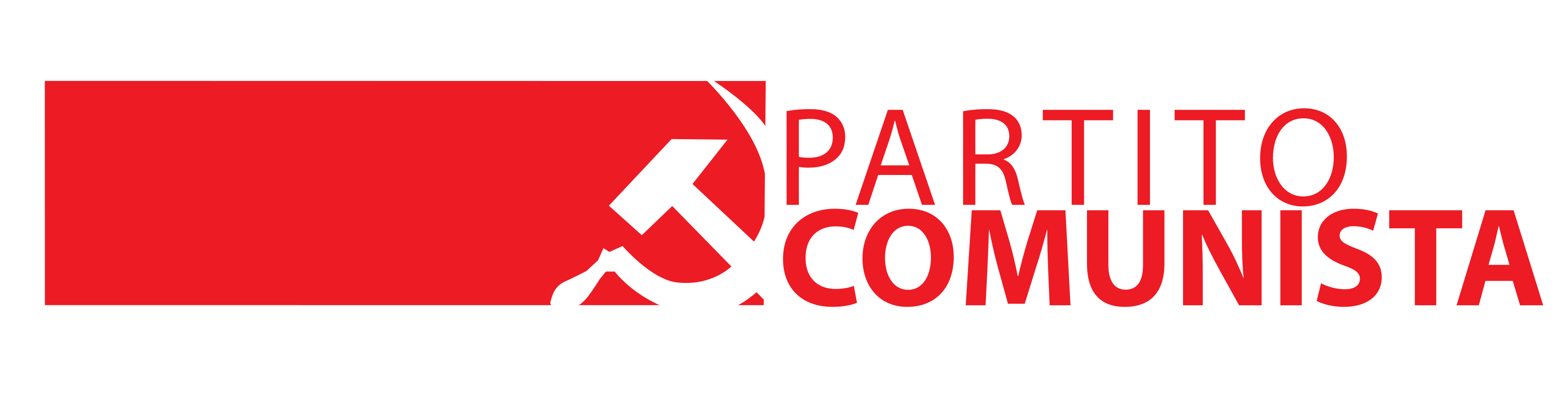
الحزب الشيوعي (سويسرا)
الحزب الشيوعي الهولندي الجديد
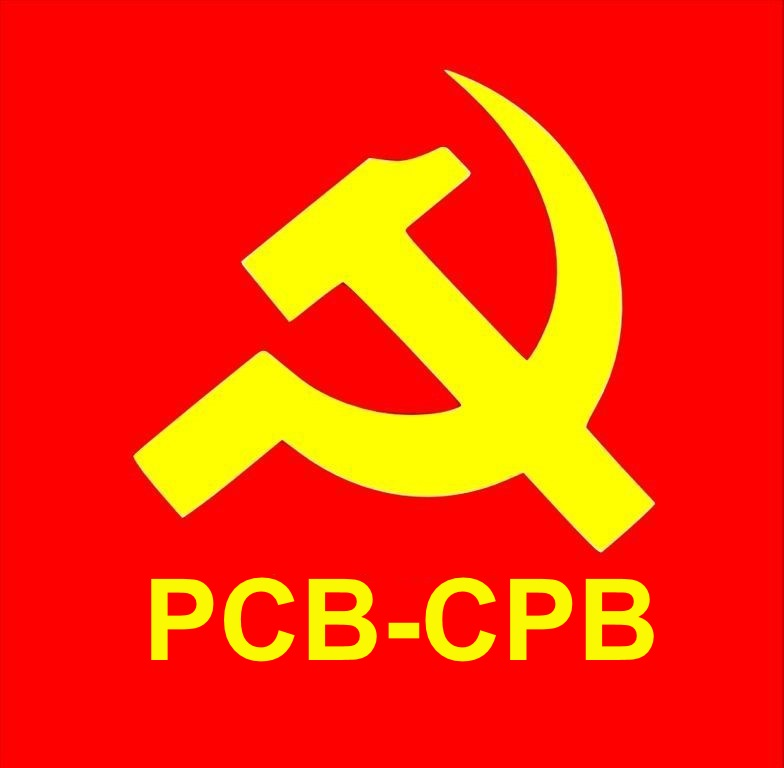
الحزب الشيوعي البلجيكي (1989)
الحزب الشيوعي الماركسي- اللينيني (تركيا)
الحزب الشيوعي الثوري التركي
شركة إيروفلوت
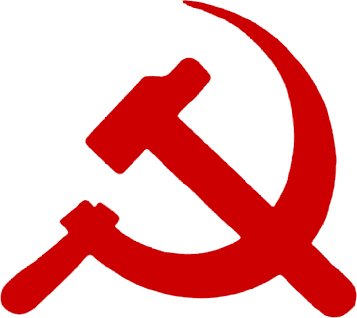
الحزب الشيوعي الأيرلندي (الماركسي اللينيني)
رمز مجموعة القوميين الثوريين الاشتراكيين

#### آسيا

شعار حزب العمال الكوري
شعارالحزب الشيوعي الإندونيسي (1914‒1966)
شعارحزب اكوما (إندونيسيا)
شعار الحزب الشيوعي الطاجيكي
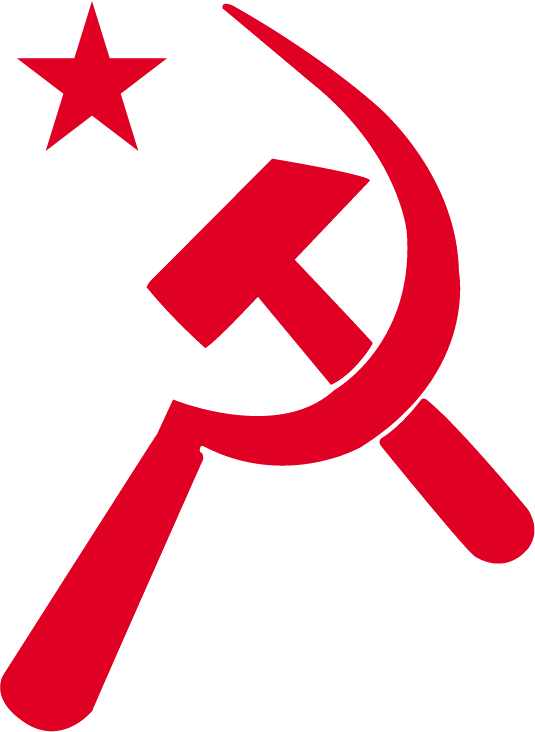
شعارالحزب الشيوعي في بنجلاديش
شعار الحزب الشيوعي النيبالي (الماركسي اللينيني الموحد) (1991–2018)
شعارالحزب الفيتنامي
التحالف البديل للحزب الشيوعي الفيتنامي
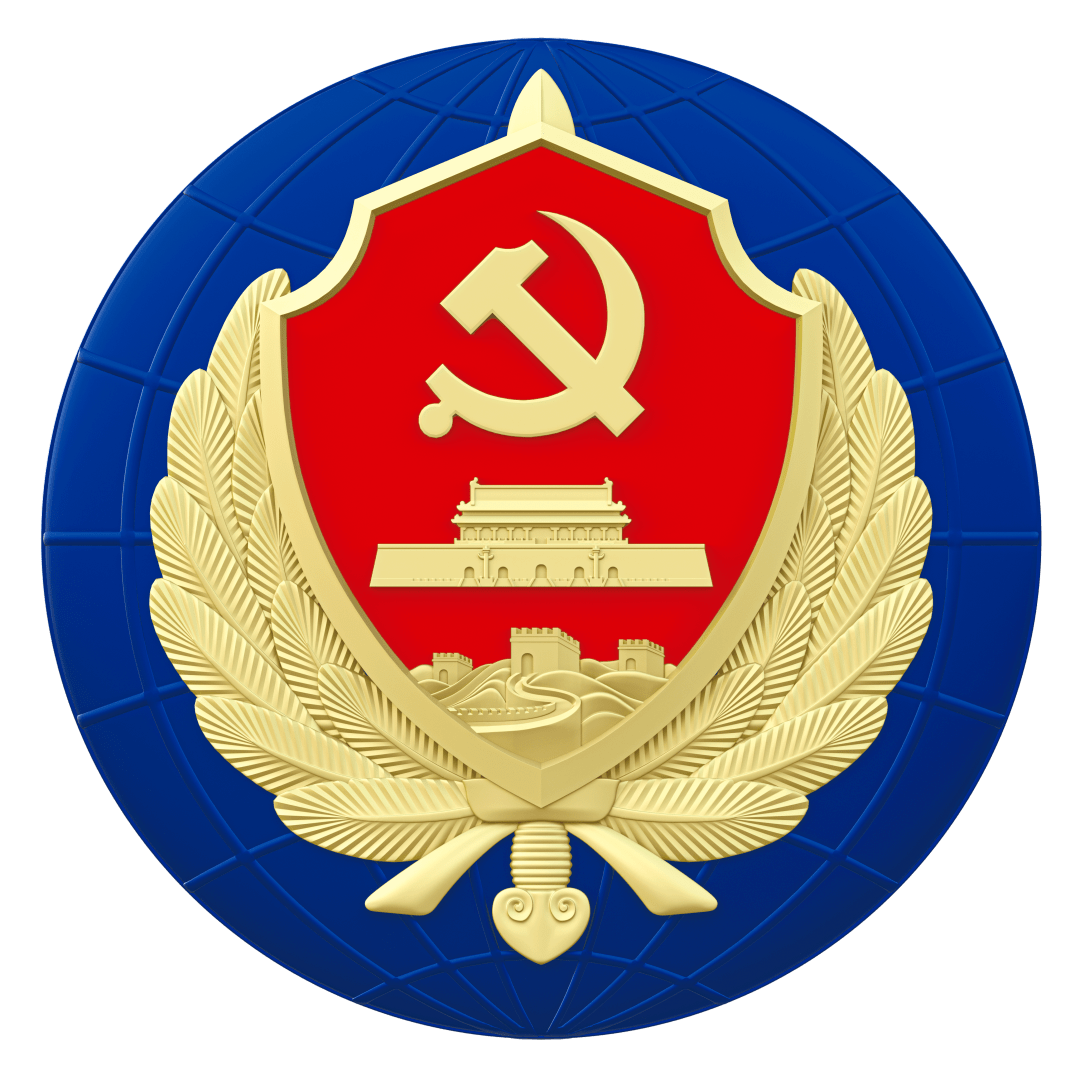
شعار وزارة أمن الدولة في الصين
شعار الحزب الشيوعي الصيني(1942-1996)
شعار الحزب الشيوعي الصيني (1996 إلى الوقت الحاضر)
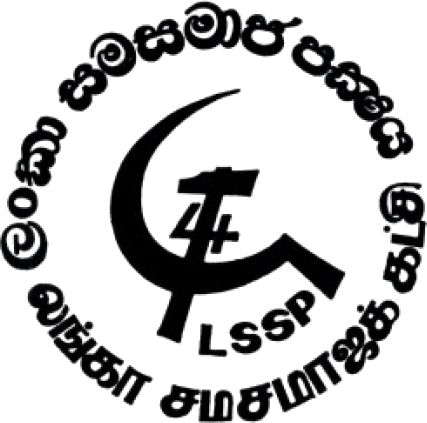
شعارحزب لانكا ساما ساماجا
شعارالحزب الشيوعي الهندي
شعارالحزب الشيوعي الهندي (الماركسي)

#### أفريقيا

شعارالحركة الشعبية لتحرير أنغولا
شعارالحزب الشيوعي في بنين
شعارحزب العمل الشعبي
شعارالحزب الشيوعي المصري
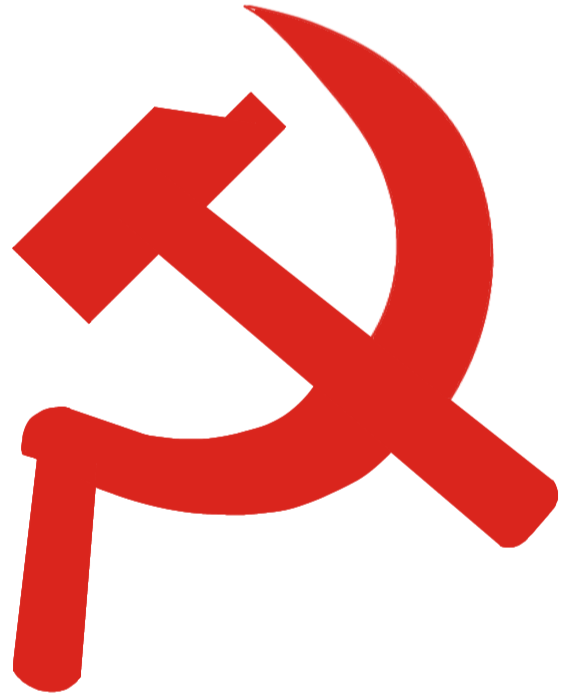
علم حزب العمال الإثيوبي
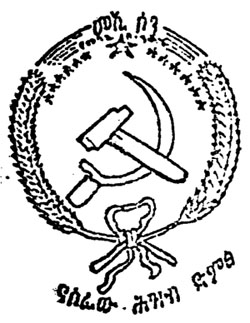
شعارالحركة الاشتراكية لعموم إثيوبيا
شعارالحزب الثوري الشعبي الإثيوبي(حوالي 1975)
شعارالحزب الشيوعي الثوري في ساحل العاج
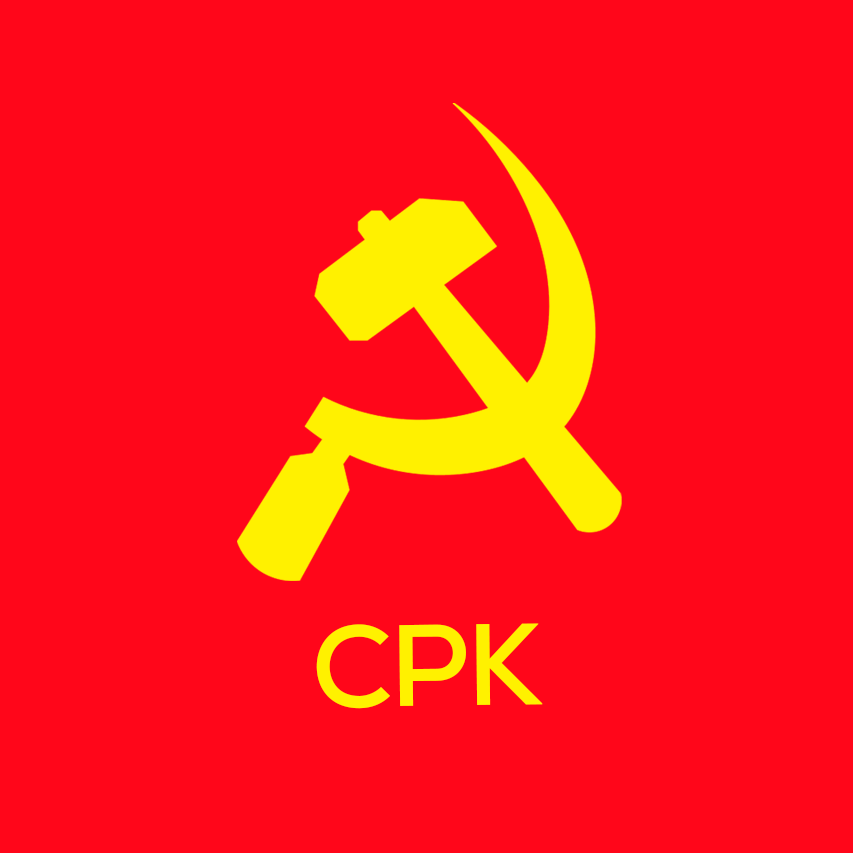
شعارالحزب الشيوعي الكيني
شعارجبهة تحرير موزمبيق (1987-2004)
شعارالحزب الاشتراكي الثوري الثوري
شعارالحزب الشيوعي في جنوب أفريقيا
شعار حزب العمال التونسي

#### الأمريكتين

شعارالحزب الأرجنتيني
شعارالحزب الأرجنتيني (المؤتمر الاستثنائي)
شعارالحزب الشيوعي البرازيلي
شعارالحزب الشيوعي البرازيلي
شعارالقضية العمالية
شعارالحزب الشيوعي التشيلي
شعارالحزب الشيوعي الإكوادوري
شعارالحزب الشيوعي المكسيكي
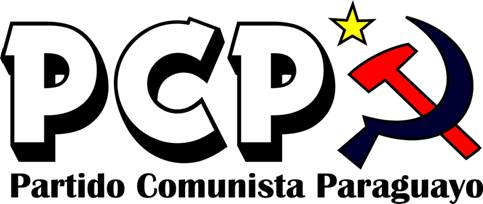
شعارالحزب الشيوعي الباراجواياني
شعارالدرب المضيء
شعارالحزب الشيوعي الأمريكي

## الترميز الموحد
في الترميز الموحد، رمز "المطرقة والمنجل" هو U+262D ☭. وهو جزء من مجموعة الرموز المتنوعة (2600–26FF). تمت إضافته إلى الترميز الموحد 1.1 عام 1993.